# М'ясниковка
М'яснико́вка (рос. Мясниковка) — селище у складі Грязовецького району Вологодської області, Росія. Входить до складу Перцевського сільського поселення.

## Населення
Населення — 12 осіб (2010; 14 у 2002).
Національний склад (станом на 2002 рік):
- росіяни — 93 %